# Sunndal
Sunndal er en kommune i Nordmøre i Møre og Romsdal fylke i Norge. Den grænser i nord til Tingvoll og Surnadal, i øst til Oppdal, i syd til Lesja og i vest til Nesset.
Med et areal på 1.700 km² er dette den største kommunen i Møre og Romsdal. Kommunecenteret ligger på Sunndalsøra. Vigtige næringsveje er landbrug, industri og handel, hvor Hydro Aluminium Sunndal er den største arbejdsgiver.
Syd og vest i kommunen ligger Dovrefjell-Sunndalsfjella nationalpark.
Sunndal er mest kendt for sin fine natur og de høje fjelde. Sunndal er også kendt for sin lakseelv, Driva.